# Pseudomops boyacae
Pseudomops boyacae är en kackerlacksart som beskrevs av Morgan Hebard 1933. Pseudomops boyacae ingår i släktet Pseudomops och familjen småkackerlackor.
Artens utbredningsområde är Colombia. Inga underarter finns listade i Catalogue of Life.